# Tamás Lajos (mezőgazdász)
Tamás Lajos (Kolozsborsa, 1924. január 21. – 2010. február 5.) erdélyi magyar mezőgazdasági kutató, szakíró.

## Életútja, munkássága
A középiskola alsó három osztályát a nagyenyedi Bethlen Gábor Kollégiumban végezte, majd a dési Állami Gimnáziumban folytatta tanulmányait, ugyanott érettségizett. Ezt követően a kolozsvári Mezőgazdasági Főiskolán tanult, 1953-ban államvizsgázott. Előbb a maroscsapói állami gazdaság főmérnöke, 1960–61-ben a marosvásárhelyi Mezőgazdasági Iskola tangazdaságának vezetője, majd 1962-től 1986-os nyugdíjazásáig a marosvásárhelyi Mezőgazdasági Kísérleti Állomás tudományos kutatója volt. A kutatóállomáson elsősorban a cukorrépa-termesztéssel, majd a takarmánynövények agrotechnikájával, a talajmunkálatok lehető legelőnyösebb megoldásával kapcsolatos kérdésekkel – vegyszeres gyomirtással és szántóföldi takarmánytermesztéssel – foglalkozott. Doktori disszertációjának témája is ezen kutatási területek egyike volt: A burgonya növényápolása című dolgozatát 1973-ban védte meg a kolozsvári Mezőgazdasági Főiskolán.
Publikációinak java része a kor követelményeinek megfelelően román nyelven jelent meg a brassói burgonyatermesztő kísérleti intézet évkönyveiben; magyarul a Falvak Dolgozó Népében közölt növénytermesztési népszerűsítő és szakcikkeket. Az 1993-ban újraindult Erdélyi Gazdában is jelentek meg hasonló tárgyú írásai. Ez utóbbi lapnak szerkesztőbizottsági tagja. 2001 áprilisa óta az MTA köztestületének határon túli tagja.

## Kötetei
- Combaterea buruienilor la principalele culturi agricole pe cale chimică şi mecanică (társszerző Atanasie Ciorlăuş, Bukarest, 1968);
- Takarmánynövények termesztése (társszerző Kósa Barna, Bukarest, 1981).